# Lažany (Liberec)
Lažany é uma comuna checa localizada na região de Liberec, distrito de Liberec‎.